# Tabanus bubbermani
Tabanus bubbermani är en tvåvingeart som beskrevs av Nieschulz 1927. Tabanus bubbermani ingår i släktet Tabanus och familjen bromsar. Inga underarter finns listade i Catalogue of Life.